# Dryophytes wrightorum
Dryophytes wrightorum – gatunek północnoamerykańskiego płaza bezogonowego z rodziny rzekotkowatych (Hylidae).

## Taksonomia
W przeszłości przez pewien czas D. wrightorum uznawano nie za oddzielny gatunek, lecz za podgatunek Dryophytes eximius lub za jego synonim. Sytuację tę zmienił dopiero w 2001 roku Duellman, który ponownie uznał D. wrightorum za osobny gatunek.

## Występowanie
Teren, na którym spotykano przedstawicieli opisywanego tu gatunku, obejmuje dwa oddzielne obszary położone w południowych Stanach Zjednoczonych Ameryki (stany Arizona i Nowy Meksyk) oraz w Meksyku i na przyległym obszarze USA (południowo-wschodnia część stanu Arizona).
Płaz zamieszkuje wysokości od 910 do 2900 metrów nad poziomem morza. Zasiedla podmokłe łąki i podobne siedliska w pobliżu płytkich stawów lub strumieni o wolnym nurcie w lasach sosnowo-dębowych i sosnowo-jodłowych.

## Rozmnażanie
Jaja przytwierdzane zostają do roślin wodnych tuż pod poziomem wody.

## Status
Zwierzęciu nie grozi wyginięcie. Trend liczebności jego populacji ocenia się jako stabilny.